# Asger Lindinger
Asger Juul Linding Lindinger (født 13. oktober 1916 i Esbjerg, død 20. september 1999) var en dansk forretningsmand, skibsreder, eventyrer og politiker. Han var medlem af Folketinget fra 1977 til 1977. Han var valgt for Centrum-Demokraterne, men meldte sig ud i 1978 og stiftede i stedet Erhvervspartiet som året efter skiftede navn til Centerpartiet.
Asger Lindinger var søn af skræddermester, fabrikant Jørgen J. L. Christensen og hustru Ninna Christensen. Han havde adskillige uddannelser, heriblandt HD i udenrigshandel (1943), sætteskippereksamen fra Københavns Navigationsskole (1965), cand.art. i nordisk arkæologi fra Københavns Universitet (1970) og andre.
Han gjorde sig bemærket i offentligheden som leder af Lindinger-koncernen som han havde opbygget. Bedst kendt var Rederiet Lindinger A/S. Rederiet blev stiftet i 1961, oprindeligt for at kunne få skatteafskrivninger til virksomheden Lindinger Agro der importerede landbrugskemikalier. Rederiet fik bygget 28 fragtskibe fra Husumer Schiffswerft og omfattende også færgeruten mellem Havneby på Rømø og List på Sild. Rederiet gik konkurs i 1978. Lindinger gik også personligt konkurs. Efter konkursen boede han i Spanien frem til midten af 1990'erne hvor han slog ned i Skodsborg.
Lindinger var aktiv i modstandsbevægelsen under 2. verdenskrig med illegalt bladarbejde. Han var også eventyrer og cyklede gennem 13 lande, var tyrefægter, bjergbestiger og faldskærmsudspringer. Lindinger blev optaget i Eventyrernes Klub i 1967.
Lindinger blev opstillet til Folketinget for Centrum-Demokraterne i Østre Storkreds i 1977 og valgt ved folketingsvalget 15. februar samme år. Men han forlod Cenrum-Demokraterne 10. februar 1978 og blev løsgænger i Folketinget. Han stiftede Erhvervspartiet 24. januar 1978. Partiet skiftede navn til Centerpartiet 3. oktober 1979.
Han udgav selvbiografien Op med humøret! : strejftog gennem et eventyrligt liv i 1995.